# Paraxerus boehmi
Paraxerus boehmi — вид гризунів родини Sciuridae, поширений у Бурунді, Демократичній Республіці Конго, Кенії, Руанді, Південному Судані, Танзанії, Уганді та Замбії. Його природні місця існування — це субтропічні або тропічні вологі рівнинні ліси, субтропічні або тропічні вологі гірські ліси та вологі савани.